# Vietnám zászlaja
Vietnám zászlajában a vörös a forradalmat szimbolizálja, illetve a függetlenségért folytatott küzdelem során kiontott vért. Az ötágú csillag a munkások, a parasztok és az értelmiség, továbbá a fiatalok és a katonák egységét jelképezi a szocializmus építésében.